# Филип Уилрайт
Филип Елис Уилрайт (на английски: Philip Ellis Wheelwright, р. 6 юли 1901, Елизабет, Ню Джърси, САЩ – п. 6 януари 1970, Ривърсайд, Калифорния, САЩ) е американски философ, класически филолог и литературен теоретик.

## Биография
Уилрайт следва в Принстънския университет, където защитава и докторат (1924).
В продължение на 10 години преподава в Нюйоркския университет, където между 1930 и 1933 г. е редактор на литературоведското списание The Symposium („Пирът“).
През 1935 г. преустановява преподавателската си кариера, за да се посвети изцяло на писането.
През 1937 г. се връща в академичната общност, този път в Колежа Дартмут, където заема професорски пост в продължение на шестнадесет години. През 1940 г. Сключва брак с Мод Макдъфи, която почива през 1968 г.
През 1953 г. се премества в Калифорния. От 1954 г. до пенсионирането си през 1966 г. е професор в Калифорнийския университет в Ривърсайд.

## Признание и награди
Президент на Американската философска асоциация (Тихоокеански отдел) през 1965-66 г.
Почетни степени на две академични институции – почетен доктор по изкуствата (Master of Arts) в колежа Дартмут (1939) и почетен доктор по право (Legum Doctor) в Калифорнийския университет (1968).
Във връзка с пенсионирането му колегите му в Ривърсайд му посвещават специален сборник, озаглавен The Hidden Harmony („Скритата хармония“), заглавие, взето от фрагмент на любимия му Хераклит.

## Избрана библиография

### Монографии
- The Way of Philosophy (Пътят на философията) (1954)
- Burning Fountain: A Study in the Language of Symbolism (Горящият фонтан: Изследване на езика на символизма) (1954)
- Philosophy as the Art of Living (Философията като начин на живот) (1956)
- Valid Thinking: An Introduction to Logic (Валидното мислене: Въведение в логиката) (1962)
- Metaphor and Reality (Метафората и реалността) (1962)

### Преводи
- Aristotle: Selections from Seven of the Most Important Books (Аристотел: Подборка от седемте най-значими негови книги) (1935, 1951)
- Heraclitus (Хераклит) (1959)
- The Pre-Socratics (Предсократиците) (1966)